# Азру
Азру́ (араб. أزرو‎) — город в Марокко, расположен в провинции Ифран области Фес — Мекнес.

## Географическое положение
Центр города располагается на высоте 1399 метров над уровнем моря.

## Демография
Население города по годам:
| 1982   | 2004   | 2012   |
| ------ | ------ | ------ |
| 31 471 | 47 540 | 53 200 |

## Транспорт
Ближайший аэропорт расположен в городе Ифране.